# Clemaxia angustiangulata
Clemaxia angustiangulata är en tvåvingeart som beskrevs av Günther Enderlein 1942. Clemaxia angustiangulata ingår i släktet Clemaxia och familjen Pyrgotidae.
Artens utbredningsområde är Kenya. Inga underarter finns listade i Catalogue of Life.